# 日本電子工業

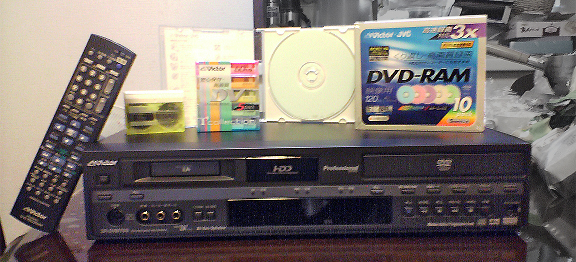
日本電子產品

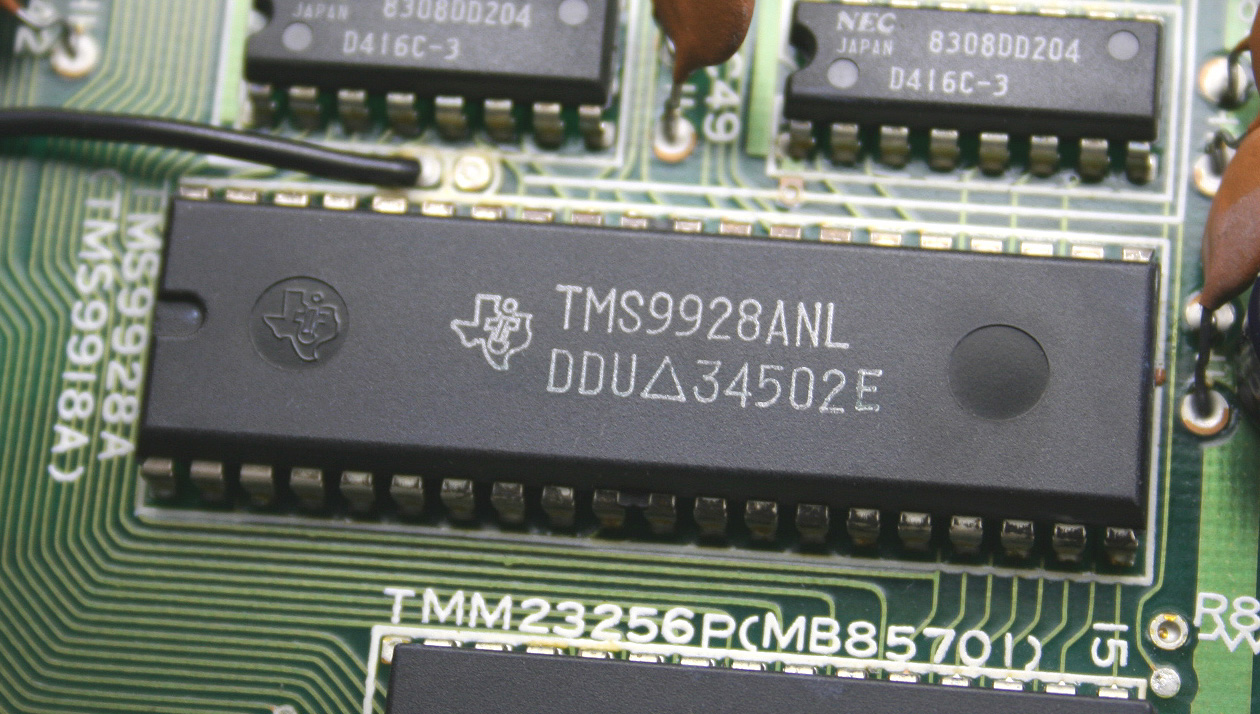
JVC製造的晶片

日本電子產品工業為日本經濟強項製造業之一，1960年代開始以影像處理相關家電開始崛起，例如VHS影帶系統的播放器、錄製器、攝影機等，之後主要財閥開始進入相關領域大力發展投資，產生了一批國際級企業，如松下、富士通、东芝、日立、索尼、先锋、夏普、尼康、任天堂、日本电气等。並成為日本國力和品質的象徵，在世界占有極大份額。
21世紀後新興國家開始崛起，台韓的競爭夾擊和日本生產成本較貴，創新較少、獨特化規格的不利因素，使得日本電子產品經營開始惡化，許多公司也移往海外生產不在日本製造，例如索尼在國際市場全領域都遭到三星電子的競爭而出現連年虧損，夏普也瀕臨經營困境。金融海嘯後國際產能過剩，日本高成本製造的企業只好加速外移尋求生路，有成有敗，之後日本政府透過日元貶值希望讓企業取得競爭優勢。

## 主要电子工业企业
为了方便起见，将各家公司按照产品类别分类如下。
如果业务领域跨越多个类别，则将其分类为高利润领域。除非另有说明，否则销售数字为截至2013年3月的会计年度（合并）。
日本电子公司按照年度销售额排序，前十位分别是：日立、索尼、松下、三菱电机、富士通、佳能、东芝、NEC、夏普、理光 。

### 综合性电子公司
除了家用电器等家用产品外，以下公司还以生产社会基础设施的电气产品为特色，例如电力设备、运输设备和工业设备。
- 日立制作所（销售额：94,806亿日元）-电力设备，运输设备，工业设备，医疗设备，家用电器，IT服务
- 三菱电机（销售额：45,199亿日元）-电力设备，运输设备，工业设备，房屋设备，车载设备，家用电器，人造卫星
- 东芝（销售额：36,935亿日元）-电力设备，运输设备，半导体制造设备

### 消费电子制造商
与台灣和韩国公司的竞争非常激烈，三星，LG，其他公司的竞争也很激烈。目前夏普已属于台湾鸿海集团。
- 松下（净销售额：80,027亿日元）-一般家用电器，工业设备，住房设备，车载设备，航空电子设备
- 夏普（销售额：24,000亿日元）-一般家用电器，计算器，智能手机，个人计算机

### 信息和通信设备制造商
- 富士通（销售额：45,096亿日元）-通讯设备/服务器/ 超级计算机 / IT服务
- NEC（销售额：26,650亿日元）-通讯设备，服务器，超级计算机，人造卫星，IT服务
- 冲电气工业（销售额：4,516亿日元）-通讯设备

### 视听设备制造商
- 索尼（销售额：76,032亿日元）-人寿保险，游戏设备，音频/视频设备，数码相机，内容
- 先锋（销售额：3,866亿日元）-汽车音响
- JVC建伍
- 船井电机
- 安桥

### 光学/精密设备制造商
经营光学设备（包括镜头和镜子的数码相机，扫描仪，复印机，半导体曝光设备等）或精密设备（手表，相机，打印机，医疗设备等）的业务。
- 佳能（销售额：34,014亿日元）-数码相机，打印机，多功能设备，半导体光刻设备，医疗设备
- 富士集团（销售额：24,916亿日元）
  - 富士胶片-数码相机
  - 富士施乐-打印机/ MFP
- 理光（销售额：20,288亿日元）-数码相机，打印机和多功能设备
- 京瓷（销售额：14,227亿日元）-智能手机，打印机，多功能设备，太阳能电池，电子组件
- 精工爱普生（销售额：10,863亿日元）-打印机，扫描仪，投影仪，手表和电子零件
- 柯尼卡美能达（销售额：9,625亿日元）
- 尼康（销售额：7,488亿日元）
- 奥林巴斯（销售额：7,480亿日元）
- 兄弟工业（销售额：6,411亿日元）
- 豪雅（销售额：4,789亿日元）
- 卡西欧（销售：3,522亿日元）-手表，计算器，电子词典，电子乐器

### 重型电气制造商/电力设备制造商
- 富士电机（销售额：9,149亿日元）：综合重电
- 明电舍（销售额：2,450亿日元）：综合重电
- 日新电机（销售额：1,262亿日元）：综合重电
- 大阪变压器（销售额：1,434亿日元）：变压器
- 东光高岳（销售额：908亿日元）
- 日东工业：配电盘
- 爱知电气
- 户上电机：电力开关
- 指月电机
- 能源支持：电源开关
- 川电：总机
- 大垣电机：电源开关，电力接收和转换设备

### 照明设备制造商
- 日立电器
- 东芝照明科技
- 三菱电机照明（三菱欧司朗）
- NEC
- 大光电机
- 小泉成器
- 山田照明
- 欧德利克
- 日照
- 星和电机

### 空调设备制造商
- 大金空调：空调，空气净化器，冰箱
- 松下生态系统
- 日立空调
- 东芝空调
- 富士通通用
- 丰臣
- 科罗娜 (日本)
- 大日工业
- 三电公司
- 长府制作所
- Sunpot
- 日精工业

### 游戏设备制造商
以下公司是制造游戏机（无论是家用还是商用）的制造商。这些与计算机游戏市场的发展有关，并且主要从事游戏机从街机游戏市场到消费者游戏市场的开发，生产和销售。另一方面，由于这些产品也是玩具，因此许多公司最初都是由玩具制造商开发的。在街机游戏中，一直在开发和建设游乐园设施的公司也进入了该市场。
- 由于游戏软件之类的专门制造商不参与硬件制造，因此不称为电子制造商，不包括在本节中。
- 索尼互动娱乐（SIE）（销售额：18,900亿日元）
- 任天堂（销售额：4,890亿日元）
- 万代南梦宫控股
- 科乐美数字娱乐
- 世嘉
- 太东

### 重工业制造商
尽管通常不称为电器制造商，但它还包括重型电器产品以及人造卫星和火车，因此，本节中也包含了该产品。尽管它不是电气设备，但它也涉及火箭、飞机和船舶，建筑设备和包括许多电子设备的各种工厂以及国防工业。
- 三菱重工（在航空航天等业务中与三菱电机技术合作。在空调等多个业务中与三菱电机竞争））アコン（销售额：3.91万亿日元）日元）
- 速霸陸（原富士重工）（销售额：33,259亿日元）
- 川崎重工（销售额：15,188亿日元）
- IHI（原石川岛播磨重工业）（销售额：14,863亿日元）
- 三井造船

### 汽车制造商
尽管通常不称为电器制造商，但它们还包括汽车音频产品，混合动力车辆和电动车辆，因此它们包含在本节中。但是，汽车音频确实合并了松下和先锋等供应商的产品。在下面，仅列出了销售电动汽车的公司。
- 丰田汽车
- 本田技研（本田）
- 日产汽车
  - 三菱汽车
- 电装：汽车电子

### 机电一体化制造商
最初是机械产品的制造商，机械产品的复杂运动和高性能导致大量传统机械零件（连杆机构，齿轮，凸轮等）的组合。存在诸如设备本身的尺寸和复杂性增加，价格增加以及耐用性之类的问题。因此，通过将所有控制部件转换为电子电路并将它们与感应器和执行器组合，其功能可以轻松实现复杂的操作，而不能仅通过组合机械元件来实现。有可能做到这一点。如今，使用微处理器进行控制已实现了更加丰富和方便的功能，例如自动化和自适应控制。
- 发那科
- 安川电机
- 住友重工业
- 东芝机器
- 荣光电气工业

### 电子零件制造商
在许多情况下，功能性组件由电气设备制造商自己生产，但是在许多情况下，由于技术的复杂性，业务已转移到专业的零部件制造商。许多制造商专门研究无源元件和模块零件，并经常向电气设备制造商提供产品（零件）。
- 京瓷
- 瑞萨电子：系统LSI
- 三美电机
- 日本贵弥功：电容器
- 罗姆
- 杰士汤浅电池：电池
- 东电化
- 欧姆龙
- 横河电机
- 新日本无线
- 牛尾电机
- 尼吉康：电容器
- 日本电产：电动机
- 基恩士
- 阿尔卑斯电气
- 美蓓亚集团
- KOA corporation
- 滨松光电
- 住友电气工业
- 古河电工
- 藤仓
- 日立金属
- 日新电子
- 村田制作所
- 神钢电机
- 日亚
- 凸版印刷
- 大日本印刷
- 日本写真印刷

其他

### 交通相关设备制造商
- 小丝产业
- 京三制作所
- 三协高分子
- 信号电材
- 星和电机
- 名古屋电机工业
- 日本信号
- 东洋电机制造
- 大同信号